# Bob Beamon
Robert Beamon (sinh ngày 29 tháng 8 năm 1946) là một cựu vận động viên điền kinh và điền kinh người Mỹ, nổi tiếng với kỷ lục thế giới trong môn nhảy xa tại Thế vận hội Mexico City năm 1968. Ông đã phá vỡ kỷ lục nhảy xa khi đó với biên độ 55 cm (21+2⁄3 in.) Và kỷ lục thế giới của Beamon đã tồn tại gần 23 năm cho đến khi nó bị Mike Powell phá vỡ vào năm 1991. Tính đến  năm 2020, cú nhảy của ông vẫn là kỷ lục Olympic và là cú nhảy có gió hỗ trợ dài thứ hai trong lịch sử.

## Đầu đời
Robert Beamon được sinh ra ở Nam Jamaica, Queens, New York và lớn lên trong Nhà ở Jamaica của Cơ quan Nhà ở New York.
Khi anh đang theo học tại trường trung học Jamaica, anh được Larry Ellis, một huấn luyện viên nổi tiếng phát hiện. Beamon sau đó trở thành một phần của đội điền kinh Mỹ.     Beamon bắt đầu sự nghiệp đại học của mình tại Đại học Nông nghiệp và Kỹ thuật Bắc Carolina, để gần gũi với người bà ốm yếu của mình. Sau khi bà qua đời, anh chuyển đến Đại học Texas ở El Paso, nơi anh nhận được học bổng điền kinh.
Năm 1965 Beamon lập kỷ lục nhảy xa ba bước ở trường trung học quốc gia và đứng thứ hai trong cả nước về môn nhảy xa. Năm 1967, anh đã giành được danh hiệu trong nhà của AAU và giành được huy chương bạc tại Thế vận hội Pan American, cả hai trong môn nhảy xa.